# Noebchaas (17e dynastie)
Noebchaas (Oudegyptisch Nwb ḫˁ.s voor "De Gouden [= Hathor] verschijnt") uit de 17e dynastie van Egypte was een faraovrouw aan de zijde van Sobekemsaf I (1619-1603 v.C.), die de titel grote koninklijke vrouwe (hmt-niswt-wrt) droeg en wier naam bijgevolg in een cartouche werd geschreven. Deze dynastie leefde in de tweede tussenperiode.
Noebchaas was de moeder van Antef V en VI. Men baseert zich op een inscriptie op een deurstijl in de ruïne van een tempel van de 17e dynastie in Gebel Antef, die onder Nebkheperre Antef VII was gebouwd, waarin staat: Antef voortkomend van Sobekem...
Zij en haar echtgenoot werden in hetzelfde bestaand graf begraven. In deze tombe nabij Tombe 12 lagen fragmenten van reliëfs en inscripties met de naam Noebchaas, samen met albasten kruiken die uit de 17e dynastie dateerden.
Het graf wordt later vermeld in de grafroof papyrus van de 20e dynastie.
De Abbott en Leopold-Amherst Papyrussen, gedateerd op jaar 16 van het bewind van Ramses IX, beschrijven die vroegere grafroof.
In de tweede papyrus, gedateerd jaar 16 III Peret dag 22 van Ramses IX staan de details. Het was een zekere Amenepnoefer, zoon van Anhernachte, een steenkapper van de Tempel van Amon Re, met zijn kompaan Hapioer die er in jaar 13 een gewoonte van had gemaakt graven van edelen in westelijk Thebe te schenden en leeg te roven. Zo ook het graf van Noebchaas en haar echtgenoot. Amenepnoefer verklaart erin dat zij met hun koperen gereedschap een tunnel groeven naar de koninklijke tombe en beschrijft wat zij daar aan pracht en praal aantroffen. "En we vonden de begraafplaats van Noebchaas, de koningin, die naast hem lag..." Zij roofden al het goud en de decoraties die ze op de mummies in de houten sarcofagen vonden, en staken die vervolgens in brand. Ze verdeelden dit alles samen met de grafgiften onder elkaar en staken met hun buit de Nijl over naar Thebe. Na enkele dagen werd hij gevat, maar kocht zich vrij. Zo bekende hij samen met zijn kompanen te zijn doorgegaan met roven van graven tot de dag waarop hij deze verklaring aflegde.
Er zijn ook onderzoekers die Noebchaas vernoemen als echtgenote van Sebekemsaf II, 17e dynastie (1575-1525 BC)
Sobekemsaf was zelf dan weer de opvolgende Grote koninklijke vrouwe naast Inyotef VI.